# 約翰·柯廷
約翰·柯廷（英語：John Curtin；1885年1月8日—1945年7月5日）是澳大利亚著名政治家、第14任澳大利亞總理。二次大戰時，澳大利亞北部受到日本的直接軍事威脅，他率領了澳洲軍人與美國、英國、荷蘭等盟軍一同協力抵抗，帶領了澳大利亚度過這段戰時歲月。1945年7月5日，就在二战胜利在望时，柯廷在总理任上辞世。至今澳大利亞人仍普遍尊崇約翰·柯廷為澳大利亚历史上最偉大的总理之一。

## 童年及背景
柯廷全名為約翰·約瑟夫·柯廷 (John Joseph Curtin)，出生於維多利亞州中部，家庭出身贫寒。他的父親擁有愛爾蘭血統，任職警察。柯廷在13歲时綴學，到当地一家报社工作。他开始同时在工党及馬克思主義政党維多利亞社會黨內活躍起來，并积极投稿给激进报刊和社会主义报刊，业余参加维多利亚式足球（今澳式足球）俱乐部联赛。
1911年起柯廷出任伐木工工会书记，第一次世界大战中因反征兵活动被捕。1917年移居珀斯在进步报社担任记者，1920年出任澳大利亚记者协会西澳会长。1927年成为联邦政府针对儿童问题的皇家调查委员会委员。

## 从政
1928年柯廷代表西澳选区入选国会，1931年落选，1934年又获选，但这段时期由于他的酗酒未得入选内阁。1935年在前任领袖詹姆斯·斯卡林辞职后，依靠左翼派系和工会支持当选澳大利亚工党领袖、反对党领袖，同时戒酒。

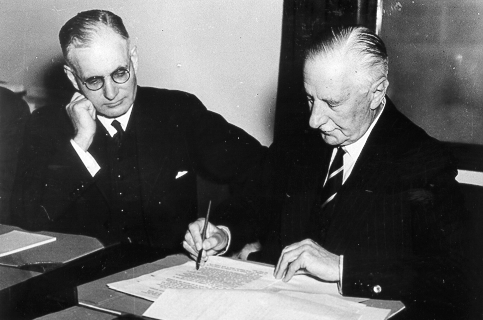
澳大利亞總督高理伯爵簽署對日本宣戰令，柯廷坐在總督右邊

1939年9月第二次世界大战在欧洲战场爆发，澳大利亚追随宗主国英国对德宣战。柯廷没有接受总理孟席斯邀请参与战时联盟“国民政府”，但同意参加战争咨询委员会。1941年，由于原来支持执政联盟党的独立议员在国会倒戈支持工党，56岁的柯廷成为总理。
1941年12月7日，太平洋战争爆发，澳大利亚卷入全面战争。柯廷通过无线电宣读澳大利亚历史上著名的宣战广播，说道：“这是我们历史上最危急的时刻。我们澳大利亚人有不可消灭的传统。我们会维持这个传统。我们会证明这个传统。我们会守住这个国家，使它成为说英国语言的种族的堡垒、文明留存的地方。”
战争开始后大英帝国在马来亚的部队受日本重创，並攻佔了荷蘭的殖民地印尼，使东南亚、澳大利亚和太平洋对日军门户洞开。柯廷在紧急关头对美国表示澳大利亚愿意接受美国指挥官指挥太平洋战事。在第二次世界大战期间，柯廷的决策对澳大利亚成功抵抗日军南下起到至关重要的作用。他积极斡旋英、美等盟国筑起抵抗日本的共同防线，并力求澳大利亚和美国共同制订盟军在太平洋的作战计划。他明确表示在此战争中澳大利亚指望美国，而不是英国，主导抵抗。这一政策转变标志着澳大利亚将主要战略伙伴从宗主国英国改为了美国，因此对澳大利亚战后历史有着深远影响。同时澳大利亚立法接受英国早在1930年即赋予的、但澳大利亚之前一直不愿接受的自治领地位，成为独立国家。

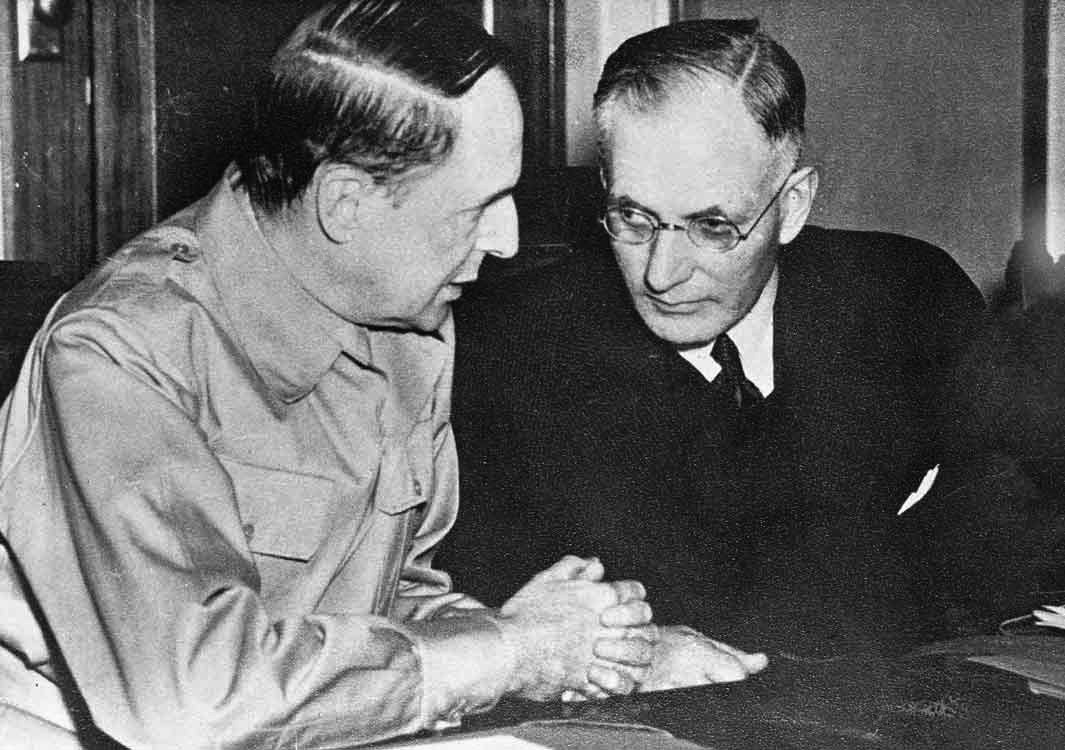
1942年，柯廷與麥克阿瑟商討戰事

在麦克阿瑟撤防至澳大利亚后，柯廷和麦克阿瑟建立了密切合作关系，任命麦克阿瑟指挥澳大利亚部队，而麦克阿瑟也愿意为柯廷在华盛顿游说。1942年，由澳大利亚协防的新加坡陷落，澳大利亚陆军第8军全军被俘，成为澳大利亚历史上继加里波利之后的最大惨败。柯廷顶住丘吉尔压力将澳大利亚陆军第一军团（第6、7军）从北非撤回澳大利亚（后第6军主力驻防锡兰），而不是增援缅甸。
到1942年底，澳军在珊瑚海海战、密尔恩湾战役和柯克达小径战役中的胜利消除了日军继续南进的紧急危险。同时，柯廷将强征兵可服役的地区从本土扩大到整个西南太平洋地区，引起争议。以亚瑟·卡尔韦尔为首的反征兵势力在党内激烈反对柯廷的政策，柯廷的健康受到紧张情绪加上政府工作劳累的影响。
除了领导战争，柯廷政府也实行了一些列进步社会政策改革，例如增加女性工资、对澳大利亚原住民提供社会福利、增加产假、养老金和残疾人福利、儿童福利、遗孀福利等。大学生可以免服兵役，并免除学费。柯廷政府开始逐步瓦解白澳政策，具有英国子民身份的亚裔和太平洋群岛岛民、以及原住民人开始享受养老金待遇和其他社会福利。

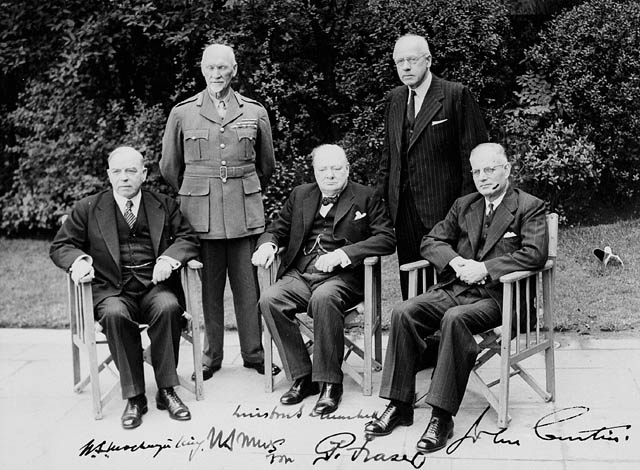
1944年柯廷（右）參加英聯邦政府首腦會議

1943年大选中，柯廷领导工党获得历史上最大幅度的胜利，控制国会两院，在众议院赢得三分之二的议席。1944年柯廷利用高企的支持率推行修改《澳大利亚宪法》，将关于垄断、公司、信托、国民医疗、家庭补助、言论自由、宗教、退伍军人、原住民及滥用立法权的立法权力在战后五年时间内暂时交予联邦政府，但修正案在全民公决中被否决。

## 去世

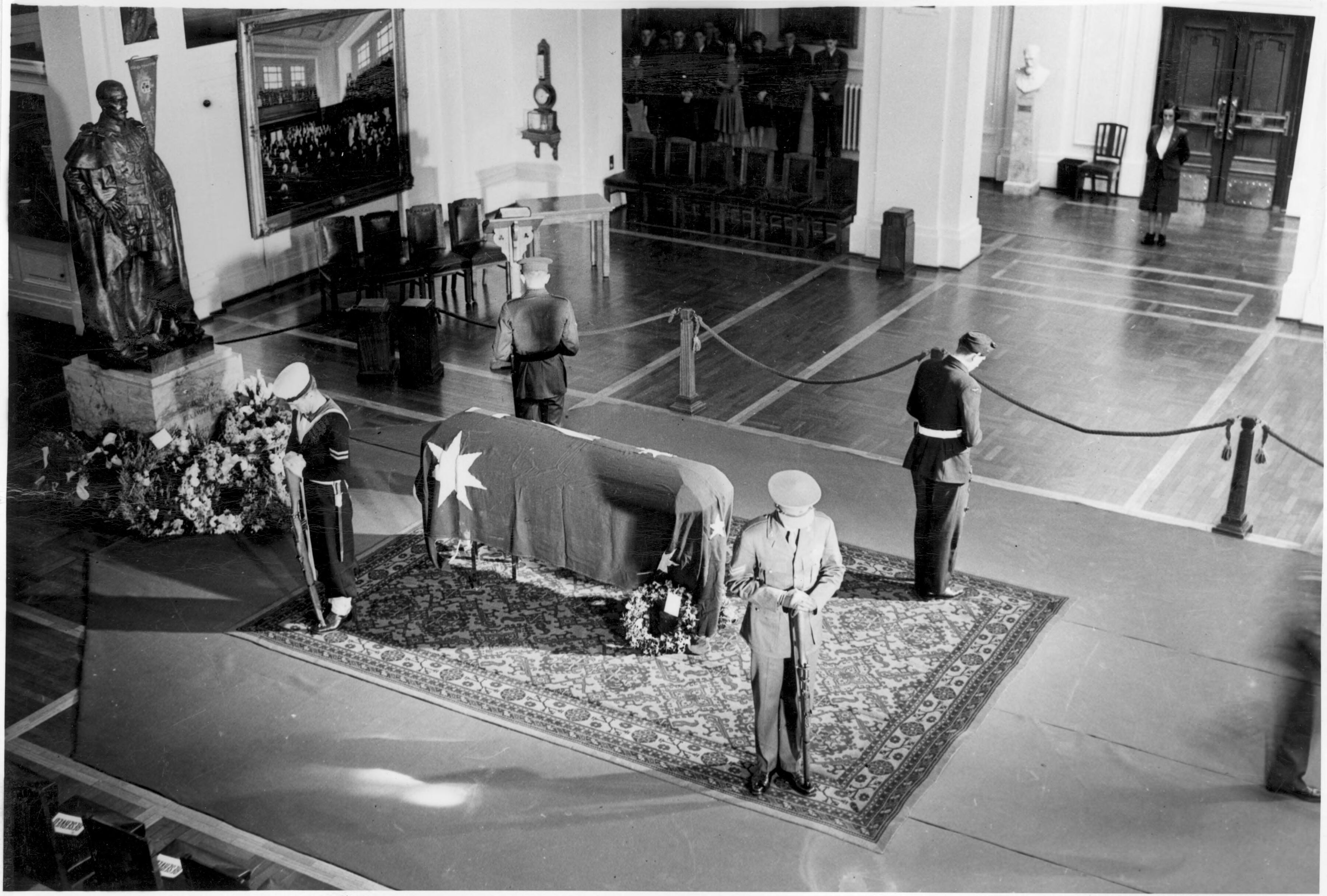
柯廷的靈柩在國會大廈國王廳停靈

1944年柯廷患上心脏病，但仍频繁往返伦敦和华盛顿会晤丘吉尔、罗斯福及其他盟国领袖。1945年上半年，盟军胜利在望，但柯廷的健康也日益恶化。
1945年7月5日，柯廷在总理府辞世，享年60岁。他是六年内第二位在任上去世的澳大利亚总理，也是至今唯一一位在总理府去世的总理。遗体葬于珀斯。麦克阿瑟说：“拯救澳大利亚于侵略的威胁就是他的不朽纪念”。
柯廷死后其副手弗兰克·福德短暂接任总理，工党党团随后选出班·奇夫利继任工党领袖、总理。

## 紀念
位於西澳伯斯的一所國立綜合大學－科廷大學即以約翰·柯廷之名來命之，用以表彰和紀念這位前總理對澳洲的貢獻。
此外科廷选区、坎培拉的柯廷区、西澳的柯廷美术学院、坎培拉的柯廷医学研究学院，以及澳大利亚许多其他道路和建筑都以他命名。
| 官衔                   | 官衔                     | 官衔                 |
| ---------------------- | ------------------------ | -------------------- |
| 前任者： 亞瑟·法登     | 澳大利亞總理 1941 – 1945 | 繼任者： 弗蘭克·福德 |
| 政党职务               |                          |                      |
| 前任者： 詹姆斯·斯卡林 | 澳洲工黨領袖 1935 – 1945 | 繼任者： 班·奇夫利   |